# ماجد محمد محمد إسماعيل

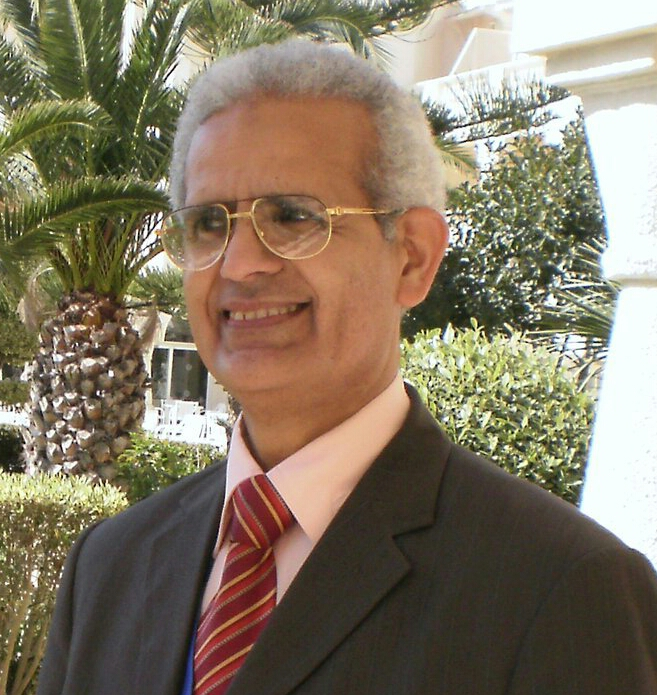
صورة ا.د ماجد محمد محمد إسماعيل

ا.د. ماجد محمد محمد إسماعيل هو أستاذ الجراحة العامة وجراحة الأطفال والمناظير في كلية الطب جامعة الأزهر. ولد في قرية بشلا في ميت غمر التابعة لمحافظة الدقهلية.

## إنجازاته
- شارك في العديد من المؤتمرات المحلية والدولية وشارك بمئات الأبحاث في مجال جراحة الأطفال والمناظير
- أشرف على وناقش العديد من رسائل الماجستير والدكتوراة في مجال جراحة الأطفال والمناظير
- حصل على جائزة الاتحاد الأوروبي الأولى في جراحات المناظير للأطفال لابتكاره عملية جراحية سميت باسمه عن علاج السقوط الشرجي للأطفال في جنيف بسويسرا عام 2010، حيث حصل بحثه على المركز الأول.[1]

## علاج السقوط الشرجي
ابتكر الدكتور ماجد إسماعيل والدكتور رفيق شلبي أستاذ جراحة الأطفال بجامعة الأزهر عملية جديدة لحل أزمة السقوط الشرجي لدى الأطفال والكبار.
وقد فاز بحثهما الخاص بهذه الجراحة بجائزة أفضل بحث بالمؤتمر الأوروبي للمناظير عام 2010. وأكد الدكتور ماجد إسماعيل أن بداية هذا الابتكار بدأت داخل مستشفى التأمين الصحي بالفيوم وتم استكمالها في مستشفى الحسين الجامعي. وقد نشر البحث الذي توصل لحل هذه الأزمة في مؤتمرات عالمية أخرها في جنيف بسويسرا.
مشكلة السقوط الشرجي متكررة لدى الأطفال والكبار، وكانت 30% من هذه العمليات تنتهي بالفشل قبل التوصل لهذا الابتكار. وهذا المرض منتشر في مصر بالمقارنة بالدول المجاورة لها، ونسبة الإصابة به خمسة لكل ألف مواطن بالنسبة للسقوط الكامل. ويرجع انتشار هذا المرض إلى الجينات الوراثية أو الالتهابات المتكررة. إلا أن نجاح هذه الجراحة المبتكرة ثبت ضمانها بدون أي مضاعفات أو ارتجاع؛ فقد توصل الفريق لرؤية بالمنظار مباشرة للتعرف على أسباب حدوث السقوط الشرجي للأطفال والذي يحدث بعد 3 أو 4 سنوات
.

## وصلات خارجية
- صفحة الدكتور ماجد إسماعيل - موقع جامعة الأزهر